# Scott R. Van Buskirk
Phó đô đốc Scott Ray Van Buskirk, là một sỹ quan Hải quân Hoa Kỳ đã nghỉ hưu, người chỉ huy trưởng Hải quân (Chief of Naval Personnel) thứ 56. Ông từng là CNP từ tháng 10 năm 2011 đến tháng 8 năm 2013. Ông được Phó Đô đốc William F. Moran kế nhiệm và nghỉ hưu sau 34 năm phục vụ.

## Tiểu sử

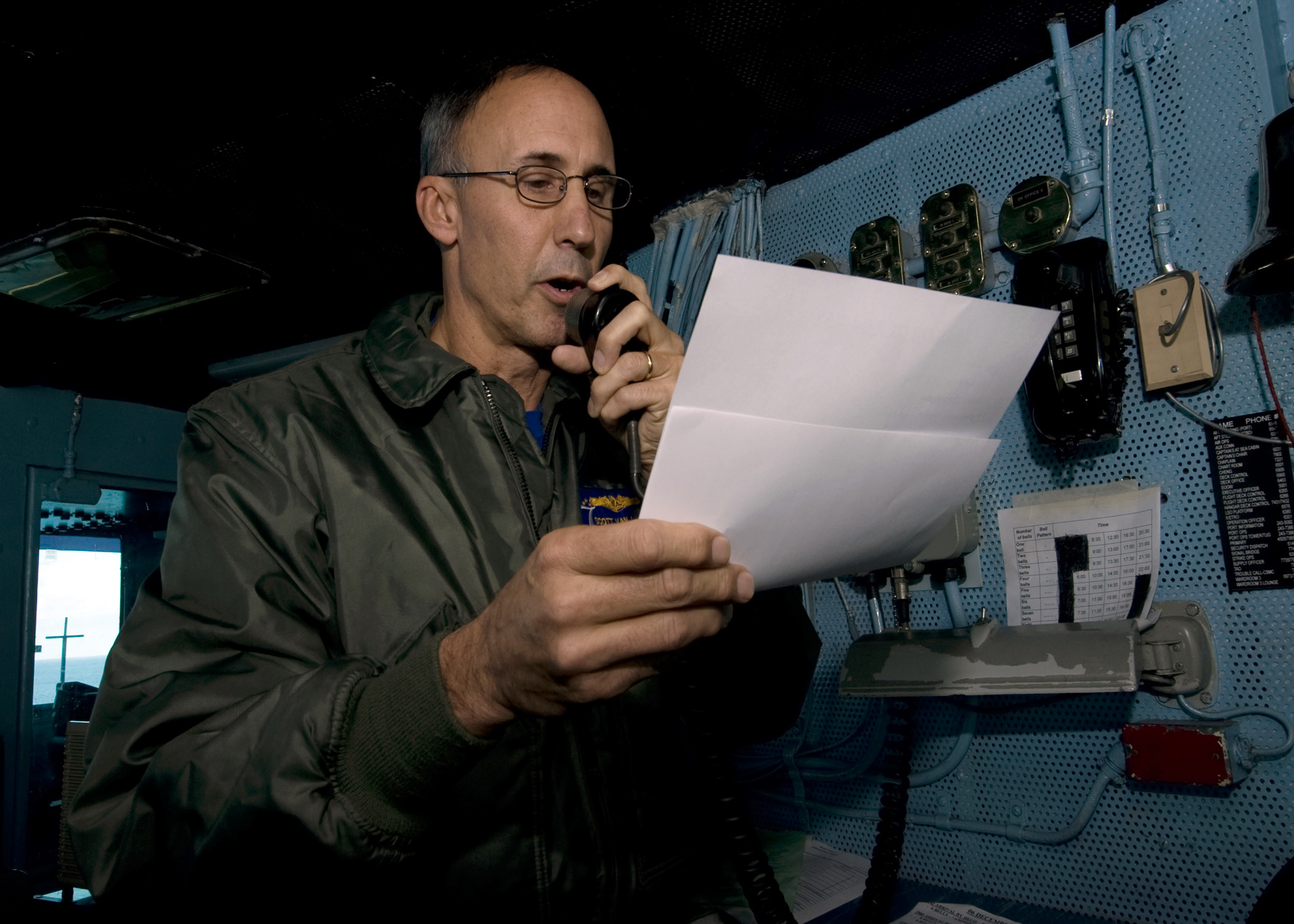
Phó Đô đốc Van Buskirk của USS George Washington.

Là người quê ở Petaluma, California, Van Buskirk tốt nghiệp Học viện Hải quân Hoa Kỳ năm 1979. Ông đảm nhận nhiệm vụ Chief of Naval Personnel thứ 56 của Hải quân Hoa Kỳ vào ngày 11 tháng 10 năm 2011. Nhiệm vụ của ông bao gồm giám sát Bộ Tư lệnh Tuyển dụng Hải quân Hoa Kỳ, Nhân viên Hải quân Bộ Tư lệnh và Bộ Tư lệnh Giáo dục và Đào tạo Hải quân.
Van Buskirk nhận bằng thạc sĩ từ Trường Hải quân sau đại học và đảm nhận nhiều cương vị trong Văn phòng Công vụ Hải quân; Tàu ngầm Hoa Kỳ thuộc Hạm đội Thái Bình Dương; Cục nhân viên Hải quân; và, Tàu ngầm Hạm đội Đại Tây Dương của Hải quân Hoa Kỳ.
Trên biển, ông phục vụ trên tàu USS Seawolf (SSN-575), USS Salt Lake City (SSN-716), USS Tunny (SSN-682), và USS Georgia (SSBN-729) Gold Crew, chỉ huy tàu USS Pasadena (SSN-752) và Phi đội phát triển tàu ngầm 12. Là một sĩ quan hải quân, ông đã phục vụ như là chỉ huy, Task Force Total Force; Phó Tham mưu trưởng, Chiến lược Hiệu ứng (MNF-Iraq); người chỉ huy, Carrier Strike Group Nine; trợ lý Phó, Trưởng phòng Hải quân cho Hoạt động, Kế hoạch và Chiến lược (N3 / N5B); phó chỉ huy và chỉ huy đội ngũ nhân viên, hạm đội Thái Bình Dương Hoa Kỳ.
Van Buskirk từng là chỉ huy thứ 47 của Hạm đội 7 Hoa Kỳ, tiến hành triển khai tại Yokosuka, Nhật Bản, vào năm 2010 và 2011. Ông chỉ huy lực lượng hải quân Hoa Kỳ trong Chiến dịch Tomodachi, hỗ trợ Nhật Bản sau trận động đất và sóng thần Tōhoku 2011.